# Yama (Boundoré)
Pour les articles homonymes, voir Yama (homonymie).
Yama est une commune située dans le département de Boundoré, dans la province du Yagha, région du Sahel, au Burkina Faso.